# Pravzaprav ljubezen
Pravzaprav ljubezen (v izvirniku angleško Love, Actually) je romantična komedija iz leta 2003, ki jo je napisal in režiral Richard Curtis. Zgodba govori o dveh različnih vidikih ljubezni na primeru desetih nepovezanih parov, zraven pa se vplete še številne posameznike, od katerih jih je mnogo povezanih z nadaljevanjem zgodbe. Igralsko zasedbo sestavljajo pretežno britanski igralci.
Film, ki so ga snemali v Londonu, se odvija pet tednov pred božičem, v celotno zgodbo pa je vključeno tedensko odštevanje do počitnic, temu pa sledi epilog, ki se odvija mesec dni po praznikih.

## Igralska zasedba
- Alan Rickman kot Harry
- Emma Thompson kot Karen
- Hugh Grant kot David
- Keira Knightley kot Juliet
- Colin Firth kot Jamie
- Sienna Guillory kot Jamiejevo dekle
- Lúcia Moniz kot Aurélia
- Liam Neeson kot Daniel
- Thomas Sangster kot Sam
- Bill Nighy kot Billy Mack
- Gregor Fisher kot Joe
- Martine McCutcheon kot Natalie
- Chiwetel Ejiofor kot Peter
- Andrew Lincoln kot Mark
- Laura Linney kot Sarah
- Rodrigo Santoro kot Karl
- Kris Marshall kot Colin
- Abdul Salis kot Tony
- Heike Makatsch kot Mia
- Martin Freeman kot John
- Joanna Page kot Judy
- Olivia Olson kot Joanna
- Billy Bob Thornton kot predsednik Združenih držav Amerike
- Rowan Atkinson kot Rufus
- Claudia Schiffer kot Carol
- Nina Sosanya kot Annie
- Ivana Milicevic kot Stacey
- January Jones kot Jeannie
- Elisha Cuthbert kot Carol-Anne
- Shannon Elizabeth kot Harriet
- Denise Richards kot Carla
- Lulu Popplewell kot Daisy
- Marcus Brigstocke kot Mikey